# من أجل العرش: موسيقى مستوحاة من مسلسل إتش بي أو لعبة العروش
من أجل العرش: موسيقى مستوحاة من مسلسل إتش بي أو لعبة العروش (بالإنجليزية: For the Throne: Music Inspired by the HBO Series Game of Thrones)‏ هي موسيقى تصويرية مستوحاة من المسلسل التلفزيوني صراع العروش، أصدرتها شركة كولومبيا للتسجيلات في 26 أبريل 2019. يحتوي الألبوم على أغنيتين ترويجيتين، «مملكة واحدة» لمارين موريس و«الباذنجان» لفرقة ذا لومينيرز، واللتين تم إصدارهما في وقت واحد في 12 أبريل 2019، بالإضافة إلى أغنية سزا وذا ويكند وترافيس سكوت التعاونية، «القوة هي القوة»، والتي تم إصدارها في 18 أبريل 2019. وقد ظهر فيها العديد من الفنانين، بما في ذلك إكس أمباسدورس وتاي دولا ساين وكلوي إكس هالي وإيلي غولدنغ وآيساب روكي وجوي باداس وروزاليا وجيمس أرثر ومارين موريس.

## الاستقبال
قام ستيفن توماس إيرلوين من أول ميوزيك بتقييم الألبوم بـ 2.5 من أصل 5 نجوم.